# Marko Jarić
Marko Jarić (en serbe Марко Јарић), né le 12 octobre 1978 à Belgrade, est un joueur serbe de basket-ball.

## Biographie
Le 14 février 2009, il se marie au top-model brésilien Adriana Lima. Ensemble, ils ont deux filles : Valentina (née le 15 novembre 2009) et Sienna (née le 12 septembre 2012).
En mai 2014, Marko Jarić et Adriana Lima se séparent.
Il est officiellement citoyen américain.

## Clubs
- 1995-1996 : Radnički Belgrade (Yougoslavie)
- 1996-1998 : Peristéri BC (Grèce)
- 1998-2000 : Fortitudo Bologne (Italie)
- 2000-2002 : Kinder Bologne (Italie)
- 2002-2005 : Clippers de Los Angeles (NBA)
- 2006-2008 : Timberwolves du Minnesota (NBA)
- 2008-2009 : Grizzlies de Memphis (NBA)
- 2009-2010 : Real Madrid (Espagne)
- 2011 : Montepaschi Siena (Italie)

## Palmarès

### Équipe nationale
- Championnat du monde
  -  Médaille d'or au Championnat du monde 2002 à Indianapolis avec la Yougoslavie
- Championnat d'Europe
  -  Médaille d'or au Championnat d'Europe 2001 avec la Yougoslavie
  - Champion d'Europe des moins de 21 ans en 1998 avec la Yougoslavie

### Club
- Euroligue 2001
- Championnat d'Italie 2000, 2001, 2011
- Coupe d'Italie 2001, 2002, 2011
- Supercoupe d'Italie 1998

### Distinction personnelle
- Drafté en 30e position par les Clippers de Los Angeles en 2000.